# Kassina senegalensis
Kassina senegalensis és una espècie de granota de la família dels hiperòlids que viu a Angola, Botswana, Burkina Faso, Camerun, República Centreafricana, el Txad, República Democràtica del Congo, Costa d'Ivori, Etiòpia, Gàmbia, Ghana, Guinea, Kenya, Lesotho, Malawi, Mali, Moçambic, Namíbia, Níger, Nigèria, Ruanda, Senegal, Sierra Leona, Somàlia, Sud-àfrica, el Sudan, Eswatini, Tanzània, Uganda, Zàmbia, Zimbàbue i, possiblement també, a Benín, Burundi, República del Congo, Eritrea, Guinea Bissau, Mauritània i Togo.